# Levente magyar herceg
Levente herceg (1010 körül – 1047) az Árpád-ház tagja, az I. István elől külföldre menekülő három fiútestvér közül a legidősebb. Testvérei, András és Béla Magyarország királyai lettek. Szüleire vonatkozóan ellentmondásos a hagyomány, mivel hol Szár László és felesége, Kijevi Premiszláva, hol Vazul fiának tartják. (Vazul feleségéről csak annyit tudunk, hogy egy Tátony nemzetségbeli leány volt.) A Vazul-származás valószínűbb, de mindkét esetben I. István másod-unokatestvére. Úgy tartják, Levente az utolsó Árpád-házi, akit nem kereszteltek meg, bár az is elképzelhető, hogy megkeresztelték, csak nem gyakorolta ezt a hitet.

## Élete
A három testvér Vazul megvakítása és megsüketítése – közvetve meggyilkolása – után menekült Csehországba, körülbelül 1035-ben. Innen mindhárman továbbmentek Lengyelországba, itt Béla hátramaradt, már csak Levente és András utaztak tovább Kijevbe, I. Jaroszláv fejedelem udvarába.
A három herceget 1046-ban Gellért püspök hívta vissza az országba, hogy Orseolo Péter német hadait verjék ki Magyarországról. András és Levente együtt érkeztek haza. Pétert menekülés közben elfogták, a Péter ellen kitört, de hamarosan feudalizmus-ellenes felkeléssé váló parasztmozgalmat részben ígéretekkel lecsendesítették, részben leverték (ez a mozgalom nem volt pogánylázadás, ahogyan azt gyakran emlegetik, függetlenül attól, hogy voltak benne pogány elemek is).
A Vata-féle lázadás által Levente nem fogadta el a trónt, ami a legidősebb élő Árpád-háziként neki járt volna. Hamarosan, tisztázatlan körülmények között meghalt, és I. András lett a király.
Leventét dédapja, Taksony magyar fejedelem mellé temették el.